# Pierre Chibert
Pierre Clément Joseph Chibert (Sint-Gillis, 16 november 1879 - Ukkel, 27 januari 1953) was een Belgisch hockeyer.

## Levensloop
Chibert was actief bij RRC Bruxelles. Daarnaast maakte hij deel uit van het Belgisch hockeyteam dat brons behaalde op de Olympische Zomerspelen van 1920 te Antwerpen.